# Сара Коралес
Сара Коралес Кастийо (на испански: Sara Corrales Castillo) е колумбийска актриса и модел.

## Биография
Родена е в Меделин, Колумбия на 27 декември, 1985 г. От 10-годишна е модел, а на 16 години вече става известна с това в родината си. Учи специалност дизайн в университета от 2006 г. и има собствена фирма за аксесоари.

## Актьорска кариера
Сара играе в театъра и се изявява като водеща. Участва в риалити шоуто „Protagonistas de novelas 2“ през 2003 г. и заема второ място.
Първата ѝ роля е тази на Каталина Осорио в теленовелата „Всички обичат Мерилин“. Там пресъздава студентка по право от скромен произход, която впоследствие става проститутка заради алчността си. Печели награда за актриса откритие на филмовия фестивал в Картахена. През 2005 печели наградата за актриса откритие и от наградите India Catalina отново за ролята си в теленовелата „Всички обичат Мерилин“.
Пробива и в киното – с филма „Cuando rompen las olas“.
Следва роля в „Мерлина, божествена жена“ през 2005 г. и „Да бъдеш Ева“ през 2006 г.
През 2007 г. получава ролята на Мария Кларидад в римейка на теленовелата „Las Juanas“ – „Белег на желанието“. Там си партнира с Хуан Алфонсо Баптиста, Кати Барбери, Стефани Кайо и др.
През 2008 г. се снима в теленовелата „Съседи“. Заради тази теленовела се заражда скандал поради връзката ѝ с Робинсон Диаз, който е женен.
Присъединява се във втория етап на теленовелата „Тримата Викторино“. Следва отрицателна роля в римейка на „Клонинг“. Партнира си с Габи Еспино, Мигел Варони, Кармен Виялобос в теленовелата „Око за око“. Участва в продукцията „Секретарят“ през 2011 г.
През 2013 г. получава ролята на Матилде в супер продукцията на „Телемундо“ – „Господарят на небето“. Там си партнира с актьори като Рафаел Амая, Анхелика Селая, Габриел Порас, Фернанда Кастийо, Кармен Виялобос, Химена Ерера и др. Снима се както в първи, така и във втори сезон на теленовелата.
През 2014 г. получава главната роля в сериала на „Фокс Телеколумбия“ – „Капитанът“, заедно с Умберто Сурита, който е с главната мъжка роля.

## Филмография
- Искам всичко (2020) – Сабина Куриел
- Среща на сляпо (2019) – Ингрид
- Двойният живот на Естела Карийо (2017) – Естела Карийо
- Да се будя с теб (2016) – Синди Рейна
- Капитанът (El Capitan) (2014)[1]
- Господарят на небесата (El senor de los cielos) (2013/14) – Матилде Рохас
- Секретарят (El Secretario) (2011) – Лусила Жанет Кастийо
- Клонинг (El Clon) (2010) – Карла
- Око за око (Ojo por ojo) (2010/11) – Карина
- Тримата Викторино (Los Victorinos) (2009)
- Съседи (Vecinos) (2008) – Джесика
- Белег на желанието (La Marca del deseo) (2007/08) – Мария Кларидад
- Да бъдеш Ева (A los tacones Eva) (2006/07) – Анхелика
- Cuando rompen las olas (2006) – Медицинска сестра
- Мерлина, божествена жена (Merlina, mujer divina) (2005) – Юри „Палома“ Пас
- Всички обичат Мерилин (Todos quieren con Merilyn) (2004) – Каталина Осорио